# Hans Mohr

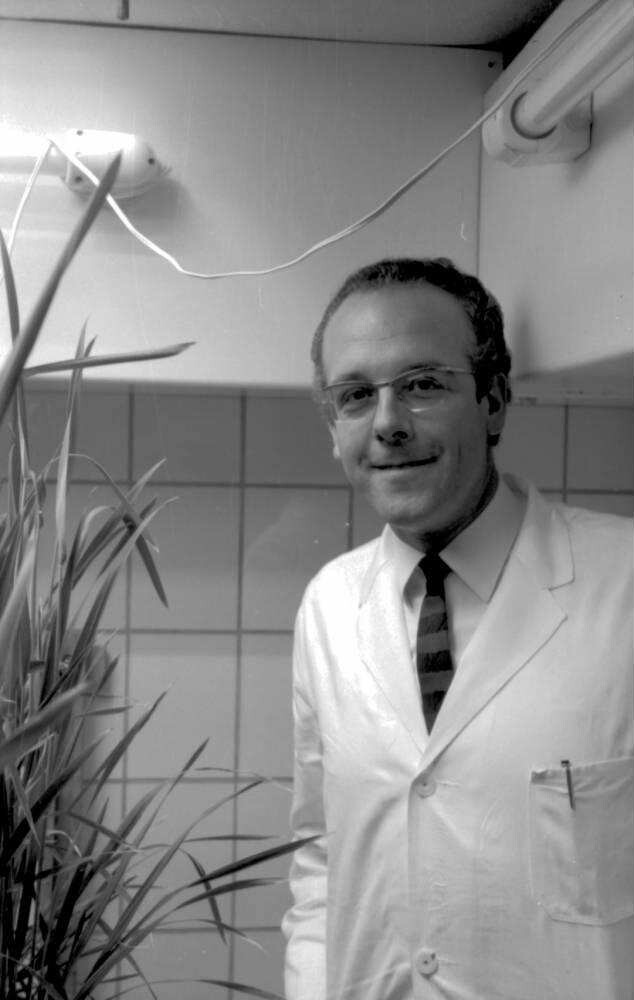
Hans Mohr (1970)

Hans Mohr (* 11. Mai 1930 in Altburg; † 29. Dezember 2016) war ein deutscher Biologe und Pflanzenphysiologe sowie ein Vertreter einer biologischen Wissenschaftstheorie. Er war Ordinarius am Institut für Biologie II der Universität Freiburg.

## Leben
Hans Mohr studierte Biologie, Physik und Philosophie an der Universität Tübingen. 1956 schloss er seine Dissertation bei Erwin Bünning, einem der Begründer der Chronobiologie, über ein Thema der Photomorphogenese ab. Anschließend absolvierte er einen Postdoc-Aufenthalt in Beltsville an der Research Station des U.S. Department of Agriculture (USDA) in der Arbeitsgruppe von Sterling Hendricks. 1959 wurde er an der Universität Tübingen habilitiert.
1960 wurde Mohr, als Nachfolger von Friedrich Oehlkers, ordentlicher Professor für Botanik an der Albert-Ludwigs-Universität Freiburg. Er war zu der Zeit der jüngste Ordinarius für Botanik in Deutschland. In Freiburg baute er zusammen mit Bernhard Hassenstein die spätere Fakultät für Biologie auf. Sie entwickelten die fächerübergreifenden Unterrichtsgebiete der Biologie des Menschen und der vergleichenden Verhaltensforschung. Das botanische Institut der Universität Freiburg wurde zu einem international führenden Zentrum der pflanzlichen Entwicklungsbiologie. Mohr wurde 1998 emeritiert.
Ab 1992 gehörte Mohr als wissenschaftliches Mitglied des Vorstandes der Akademie für Technikfolgenabschätzung in Stuttgart an, wo er einen Beitrag zur öffentlichen Diskussion zu den Themen Gentechnologie, Wasserqualität, Energie aus Biomasse und Humankapital leistete. Zudem gründete und leitete er die Sonderforschungsbereiche „Molekulare Grundlagen der Entwicklung“ und „Biologische Signalreaktionsketten“ der Deutschen Forschungsgemeinschaft (DFG) sowie die Forschungsstelle „Nitratassimilation“ der Heidelberger Akademie der Wissenschaften. Während seiner Freiburger Zeit hatte er auch Gastprofessuren an der University of Massachusetts inne.
Hans Mohr war mit der Biochemikerin Elisabeth Kraut verheiratet.

## Wirken
Mit experimentellen Studien (vor allem am Weißen Senf) trug Mohr mit seinen Gruppenleitern zur Kenntnis der physiologischen, biochemischen und molekulargenetischen Steuerung der pflanzlichen Entwicklung durch Licht (Photomorphogenese) bei. Auf der Grundlage seiner Forschungsergebnisse und seiner Vorlesungen als Hochschullehrer entstand ein umfassendes Lehrbuch der Pflanzenphysiologie, das in englischer Übersetzung weltweite Verbreitung gefunden hat.
Neben den Arbeiten zur Photomorphogenese befasste sich Mohr mit drängenden Problemen in Fragen der Ethik und der Wissenschaftstheorie, mit der Energieproblematik und den erneuerbaren Ressourcen. Seine Arbeiten haben zu mehr als 20 Büchern und über 350 Publikationen in Fachzeitschriften geführt.

## Über Mohrs Wissenschaftstheorie
In seinem 1999 erschienenen Buch Wissen – Prinzip und Ressource beschreibt Hans Mohr die enge Verbindung zwischen Wissen, Wissenschaft und Wissenschaftler. „Wissenschaft ist systematische, also disziplinierte und an Methoden und Institutionen gebundene Suche nach Erkenntnis.“ Den jungen Wissenschaftler bezeichnet er als Novizen, der von den älteren Kollegen in den traditionellen Wissensbestand und die entsprechenden Methoden eingeführt werde. Das Interesse des Wissenschaftlers an der Wissenschaft sei gepaart mit dem Wunsch nach Anerkennung durch die Scientific Society. Damit Anerkennung zu Recht gewährt werden könne, müsse sich jeder Novize der Wissenschaft außer bestimmten, anerkannten Methoden auch den bestimmten, anerkannten wissenschaftlichen Ethos aneignen. Letzterer setze die Annahme voraus, dass wissenschaftliche Erkenntnis begrenzt sei, die jeder Wissenschaftler akzeptieren müsse. Die Grenzen, die dieses Ethos für die Wissenschaften setze und die Veränderungen wissenschaftlicher Sichtweisen, schildert Mohr am medizinischen Fallbeispiel Apoptose. Die noch kaum erforschten normativen Grundlagen der Wissenschaft seien intellektuelle Freiheit, Freiheit der Forschung und das Primat der Erkenntnis. Dies garantiere die Qualität wissenschaftlicher Forschung. Es reiche außerdem aus, wenn die Mehrheit der Wissenschaftler diesen Wissenschaftskodex umsetze, um einen korrekten Wissensstand zu bewahren.

## Mitgliedschaften und Ehrungen
Für seine wissenschaftlichen Verdienste erfuhr Mohr vielfache Ehrungen:
- Mitglied der Akademie der Naturforscher Leopoldina; dort Mitglied seit 1966; 1992 bis 2002 Mitglied des Präsidiums der Akademie[5]
- Mitglied der Heidelberger Akademie der Wissenschaften (1982)
- Mitglied des Akademischen Rats der Humboldt-Gesellschaft
- Ehrenmitglied der Deutschen Botanischen Gesellschaft
- Ehrendoktorate der Universitäten Straßburg und Limburg
- Verleihung der Max Born-Medaille für Verantwortung in der Wissenschaft (1990)
- Bundesverdienstkreuz am Bande (1993)
- Arthur-Burkhardt-Preis (1997)
- Bundesverdienstkreuz 1. Klasse (1998)
- Verdienstmedaille des Landes Baden-Württemberg (2005)
- Staatsmedaille für Land- und Forstwirtschaft des Landes Baden-Württemberg in Gold
- Cothenius-Medaille in Gold der Leopoldina
- Mitglied der Gesellschaft für Verantwortung in der Wissenschaft E.V.(GVW)

## Schriften (Auswahl)
- Entfaltung, Entwicklung, Reifung / hrsg. von Kurt Wallenfels. Vorträge von Hans Mohr… Freiburg i. Br.: Schulz, 1964. 115 S.
- Information und Utopie: die Zukunft des Menschen aus der Sicht des Naturwissenschaftlers; [Vortrag, gehalten am 5. Februar 1969…]. Freiburg i. Br.: Schulz, 1969.
- Lehrbuch der Pflanzenphysiologie Springer, 1969.
- Steuerung der Entwicklung durch Licht. Bonn-Bad Godesberg: Alexander-von-Humboldt-Stiftung, 1970.
- Wissenschaft und menschliche Existenz: Vorlesungen über Struktur und Bedeutung der Wissenschaft. 2., unveränd. Aufl. Freiburg: Rombach, 1970.
- Molekulare Grundlagen der Entwicklung / Hans Mohr; Peter Sitte. München: BLV, 1971.
- Über die Bedeutung der Naturwissenschaften für die Kultur unserer Zeit. Halle (Saale): Dt. Akad. d. Naturf. Leopoldina, 1973.
- Lectures on structure and significance of science. New York; Heidelberg: Springer, 1977.
- Das Selbstverständnis des Hochschullehrers: Referate auf d. 28. Hochschulverbandstag am 6. Mai 1978 / von Thomas Ellwein und Hans Mohr. Bonn-Bad Godesberg: Hochschulverband, 1978.
- Freiburger Vorlesungen zur Biologie des Menschen. Bernhard Hassenstein, Hans Mohr, Günther Osche, Quelle u. M., Wiesbad., 1979.
- Biologische Erkenntnis: ihre Entstehung und Bedeutung; mit 4 Tab. Stuttgart: Teubner, 1981.
- Evolutionäre Erkenntnistheorie: ein Plädoyer für ein Forschungsprogramm; vorgetragen in der Sitzung vom 2. Juli 1983. Berlin; Heidelberg: Springer, 1983.
- Lässt sich Wissenschaft evolutionistisch begründen? In Weingartner/Czermak, Epistemology and Philosophy of Science, 1983.
- Biologische Wurzeln der Ethik?: [Vortrag 7. Dezember 1982]. Heidelberg: Müller, 1983.
- Das Übel in der Evolution und die Güte Gottes / Beitr. von Hans Mohr… Hrsg. von Wolfgang Böhme. Karlsruhe: Böhme; Karlsruhe: Evang. Akad. Baden, 1983.
- The ethics of science: Compatible with the concept of evolutionary epistemology? In Wuketits, Concepts and Approaches in Evolutionary Epistemology – 1984.
- Homo investigans, homo politicus: zum Selbstverständnis des Naturwissenschaftlers. Konstanz: Universitaetsverl., 1985.
- Ordnung und Chaos in der Evolution. Stuttgart: Hippokrates-Verl., 1987.
- Evolutionäre Erkenntnistheorie, Ethik und Moral. In Riedl/Wuketits, Die Evolutionäre Erkenntnistheorie- 1987.
- Natur und Mensch / Hermann Dembowski (Hrsg.). Mit Beitr. von Hans Mohr. ... München: Schnell & Steiner, 1990.
- Der Stickstoff: ein kritisches Element der Biosphäre; vorgetragen in der Sitzung vom 18. November 1989. Berlin; Heidelberg: Springer, 1990.
- Energiebedarf und Kulturgeschichte. Freiburg i. Br.: Rombach, 1993.
- Leopoldina-Symposium The Terrestrial Nitrogen Cycle as Influenced by Man: Deutsche Akademie der Naturforscher Leopoldina, Halle (Saale). Leipzig; Berlin; Heidelberg: Barth, 1994.
- Schwachstellen der Nitrat- und Ammoniumassimilation – eine Chance für die Gentechnik? Berlin; Heidelberg: Springer, 1994.
- Spannungsfeld Energie: Probleme und Perspektiven. Freiburg im Breisgau: Rombach, 1995.
- Qualitatives Wachstum: Losung für die Zukunft. Stuttgart: Weitbrecht, 1995.
- Waldschäden in Mitteleuropa – was steckt dahinter?. Opladen: Westdt. Verl., 1995.
- Natur und Moral: Ethik in der Biologie. Sonderausg. Darmstadt: Wiss. Buchges., 1995.
- Gefährdet Elektrosmog die Gesundheit? / Hans Schaefer. mit einer Stellungnahme der Akademie für Technikfolgenabschätzung in Baden-Württemberg / Hans Mohr. 2. Aufl. Stuttgart: Akademie für Technikfolgenabschätzung in Baden-Württemberg, 1995.
- Wortwechsel: Gabriele von Arnim mit Hans Mohr / Regie: Isolde Rinker. Stuttgart: SDR, 1996.
- Biotechnologie – Gentechnik. Eine Chance für neue Industrien (Veröffentlichungen der Akademie für Technikfolgenabschätzung in Baden-Württemberg) Thomas von Schell, Springer Verlag, 1996.
- Biologische Wurzeln des Orientierungswissens. In Riedl/Delpos, Die Evolutionäre Erkenntnistheorie im Spiegel der Wissenschaften – 1996.
- Wasser – die elementare Ressource: Leitlinien einer nachhaltigen Nutzung / H. Lehn; M. Steiner; H. Mohr. Berlin; Heidelberg: Springer, 1996.
- Nachhaltige Land- und Forstwirtschaft. Expertisen (Veröffentlichungen der Akademie für Technikfolgenabschätzung in Baden-Württemberg) Günther Linckh, Hubert Sprich, Holger Flaig, Hans Mohr Springer Verlag, 1997.
- Der überlastete Stickstoffkreislauf: Strategien einer Korrektur; mit 35 Tabellen / Holger Flaig und Hans Mohr. Hrsg. von der Akademie für Technikfolgenabschätzung in Baden-Württemberg in Zusammenarbeit mit der Deutschen Akademie der Naturforscher Leopoldina. Leipzig; Heidelberg: Barth, 1996.
- Technikfolgenabschätzung in Theorie und Praxis. Berlin; Heidelberg; New York; Barcelona; Hongkong; London: Springer, 1998.
- Plant Physiology Hans Mohr, Peter Schopfer Springer Verlag, 1998.
- The Terrestrial Nitrogen Cycle as Influenced by Man Hans Mohr, Klaus Müntz, Karl F. Haug Fachbuchverlag, 1999.
- Pflanzenphysiologie / Peter Schopfer; Axel Brennicke; begr. von Hans Mohr. 5., grundlegend überarb. und akt. Aufl. Berlin; Heidelberg: Springer, 1999.
- Wissen – Prinzip und Ressource. Berlin; Heidelberg: Springer, 1999.
- Wahrhaftigkeit und Zuverlässigkeit in der Forschung: Gefährdung durch Manipulation und Unaufrichtigkeit? Freiburg: Rombach, 2001.